# Pentakwark

Schemat budowy pentakwarka: trzy kwarki walencyjne mają kolory sumujące się do białego, a czwarty kwark ma kolor będący parą do antykoloru antykwarka (żółty reprezentuje tu kolor antyniebieski); linie faliste oznaczają gluony przenoszące oddziaływanie silne

Pentakwark – cząstka elementarna, hadron egzotyczny złożony z pięciu kwarków: czterech zwykłych i jednego antykwarka (lub odwrotnie). Przed eksperymentami potwierdzającymi z wysokim prawdopodobieństwem istnienie pentakwarków uznawano, że kwarki mogą występować jedynie trójkami (trzy kwarki lub trzy antykwarki) lub parami (jeden kwark i jeden antykwark).
W 2015 roku eksperyment LHCb z wysokim poziomem prawdopodobieństwa potwierdził istnienie pentakwarków.

## Historia
Możliwość istnienia hadronów złożonych z więcej niż trzech kwarków dopuszczał w swoim modelu z 1964 roku Murray Gell-Mann. W 1976 roku Robert Jaffe zaproponował ilościowy model cząstki złożonej z dwóch kwarków i dwóch antykwarków, w 1979 roku Daniel Strottman rozszerzył ten model o bariony złożone z czterech kwarków i jednego antykwarka. Nazwę „pentakwark” wprowadził Harry Lipkin w 1987 roku.

## Badania
W 2003 roku cztery zespoły fizyków opublikowały wyniki badań wskazujące na istnienie cząstki, którą nazwano pentakwarkiem teta plus (Θ+). Odkrycia tego dokonały zespoły Takashi Nakano oraz Kena Hicksa. Fizycy oświetlili promieniami gamma jądra atomów węgla, tworząc plazmę kwarkowo-gluonową, stan materii podobny do tego z pierwszych chwil po Wielkim Wybuchu. W powstałym przy tym doświadczeniu pęku cząstek wykryto sygnał przypisany cząstce Θ+, o masie 1540 MeV/c2. Miała ona mieć dziwność +1 (czyli zawierać antykwark s), liczbę barionową +1 (czyli zawierać o 3 więcej kwarków niż antykwarków) i ładunek +1. Takie liczby kwantowe oznaczały, że musi ona składać się z pięciu kwarków: dwóch dolnych, dwóch górnych oraz antykwarka dziwnego (uudds). Jednakże wkrótce po opublikowaniu pracy Nakano około dziesięć innych zespołów opublikowało wyniki badań wskazujące, że pentakwark teta jednak nie istnieje.
W następnych latach pojawiły się również doniesienia o odkryciu innych stanów związanych utworzonych przez pięć kwarków: Φ(1860) (ssddu) i Θc(3100)0 (uuddc). Sygnały te były jednak mniej istotne statystycznie, nie zyskały też potwierdzenia w dalszych, niezależnych eksperymentach.
Naukowcy z Jefferson Lab przeprowadzili dalsze badania nad otrzymywaniem cząstek Θ+ z pięćdziesięciokrotnie wyższą precyzją, dowodząc że pentakwark nie pojawia się w jednym kanale reakcji. Dalsze analizy wykluczyły również jego występowanie w kolejnych, tym samym przecząc odkryciu. Prawdopodobnie pozytywny sygnał był efektem niedoszacowania wkładu tła.

Diagram Feynmana odpowiadający rozpadowi cząstki Λ_{b} do kaonu i pentakwarku

W 2015 roku eksperyment LHCb prowadzony w ośrodku naukowo-badawczym CERN wykazał z wysokim poziomem prawdopodobieństwa występowanie pentakwarków w reakcjach rozpadu barionów pięknych Λb. Cząstka Pc(4450)+ jest widoczna jako wyraźny wierzchołek w danych, a istnienie drugiej, Pc(4380)+, jest konieczne do pełnego opisu uzyskanych danych. Skład kwarkowy cząstek to uudcc.
Oprócz pentakwarków istnieją jeszcze inne stany związane składające się z 5 kwarków, na przykład Λ(1405), czyli stan związany nukleonu i antykaonu.